# Polyblastia sendtneri
Polyblastia sendtneri är en lavart som beskrevs av Kremp. Polyblastia sendtneri ingår i släktet Polyblastia och familjen Verrucariaceae.  Arten är reproducerande i Sverige. Inga underarter finns listade i Catalogue of Life.